# Куркотов Віктор Павлович
Віктор Павлович Куркотов (3 липня 1948) — радянський футболіст, що грав на позиції півзахисника. Відомий за виступами у складі «Спартак» з Івано-Франківська. Чемпіон УРСР 1969 року.

## Клубна кар'єра
Віктор Куркотов розпочав займатися футболом у Бердянську. З 1966 року Куркотов грав у складі команди класу «Б» «Спартак» з Івано-Франківська. У складі команди у 1969 році став чемпіоном УРСР у класі «Б». У складі івано-франківської команди грав до 1971 року, після чого завершив виступи на футбольних полях.

## Досягнення
- Переможець Чемпіонату УРСР з футболу 1969 в класі «Б».